# Комплекс Вакил
Комплексът Вакил (на персийски: مجموعه بازار وکیل) в Шираз се състои от баня, джамия и базар.
Джамията Вакил, е разположена на запад от базара Вакил, точно до входа му. Джамията е построена между 1751 г. и 1773 г. по време на управлението на Карим хан Занд. През 19 век, по време на Каджарския период, е възстановена от Каджарската династия. Вакил означава регент, каквато е била и титлата на Карим хан, основателят на династия Занд.
Град Шираз е бил седалище на управлението на Карим хан и той е завещал много сгради, включително и всички, включени в комплекса Вакил.
Джамията Вакил е разположена върху площ от 8660 кв. м. Тя има само два ейвана, вместо обичайните четири, които са разположени на северната и южната страни на открития двор. Ейваните и дворът са украсени с типичните седемцветни ширазки плочки, които са характерни за изкуството и индустрията на Шираз, през късната втора половина на 18 век. Нейната нощна молитвена зала (Шабестан), с площ от около 2700 кв. м., съдържа 48 монолитни колони. Минбарът в тази зала е изрязан от масовно парче зелен мрамор. Цветните декоративни плочки, датират предимно от Каджарския период.
Банята Вакил е красива и традиционна обществена баня. Била е част от царския район, построен по време на управлението на Карим хан Занд, който е включвал Цитаделата на Карим хан, базарът Вакил, джамията Вакил и много административни сгради. Главният вход на банята е мястото, където хората са оставяли дрехите и обувките си, преди да влязат вътре. Банята не е била известна само заради уникалността си и нуждата от нея, но и заради красивата ѝ архитектура, чийто тавани представляват традиционни персийски куполи. Тюркоазените плочки, които украсяват вътрешната и външната част на сградата, също са известна и важна част от персийската архитектура.
Банята Вакил е разполагала със специална зала, в която обикновените хора са могли да седят, да се социализират и да работят, докато чакат реда си за да влязат в нея. В една от последните зали, хората са имали възможност да изчакат реда си за масаж, ексфолиране и дори вадене на зъби. В наши дни банята се използва като музей.
Базарът Вакил е главният базар на Шираз. Базарът разполага с красиви дворове, кервансараи, стари магазини, които се смятат за най-добрите места в Шираз за пазаруване на килими, подправки, медни съдове и антики.

## Галерия
- Джамията Вакил
- Входна врата към джамията
- Банята Вакил
- Базарът Вакил